# 西九龍海濱長廊

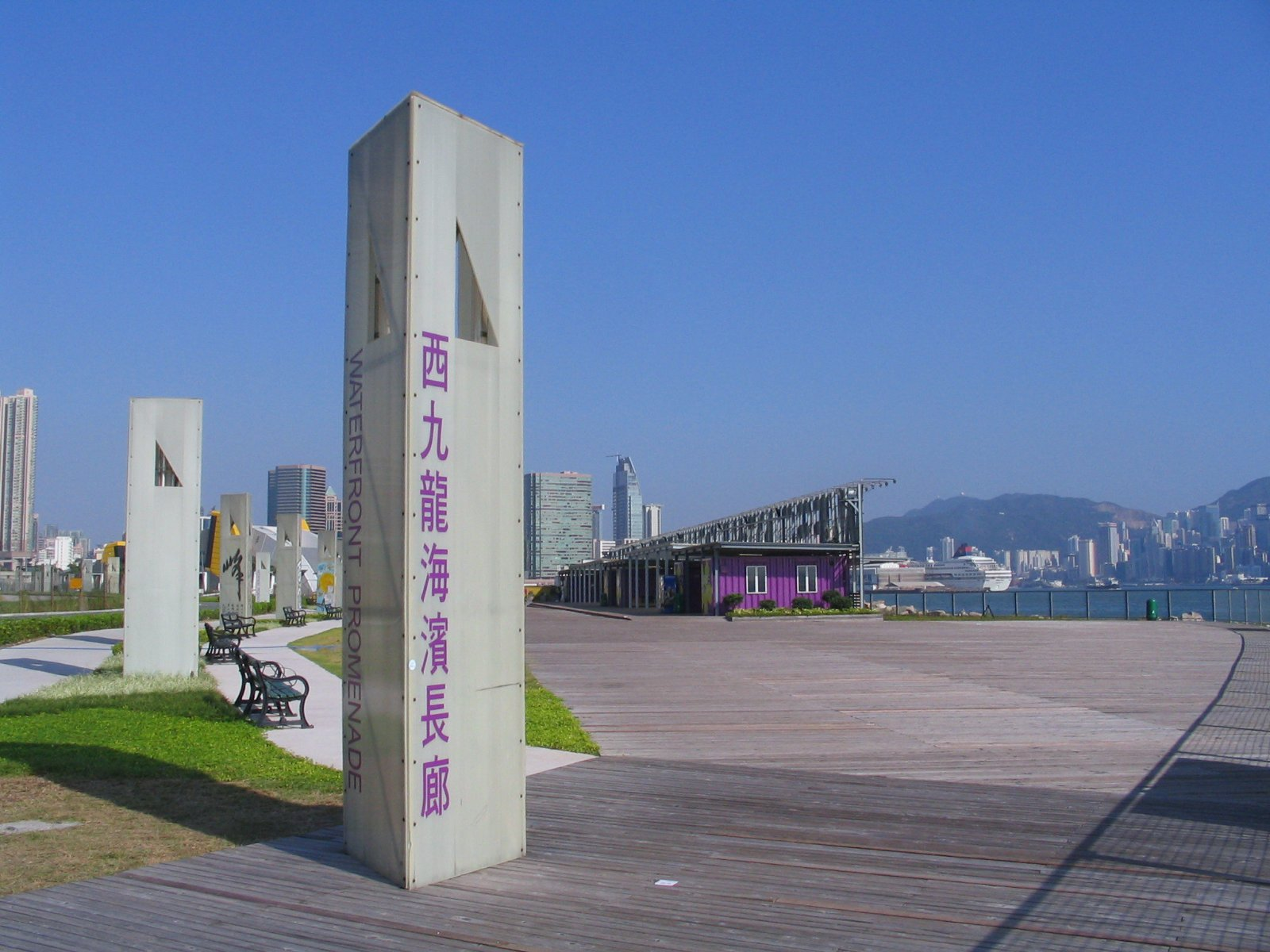
西九龍海濱長廊

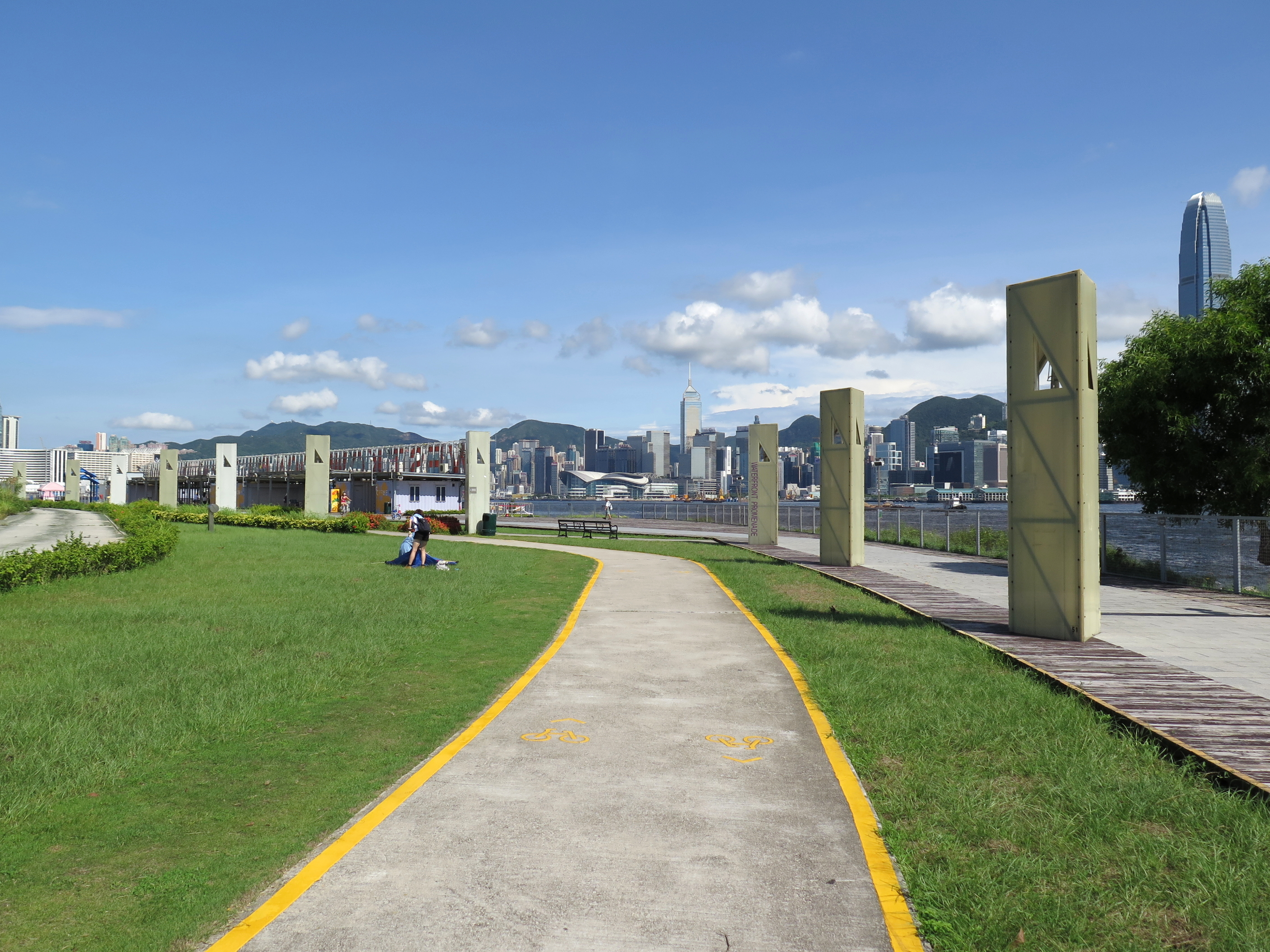
長廊豎立了白色燈箱，燈箱內的風鈴會隨風搖擺，發出清脆聲響。

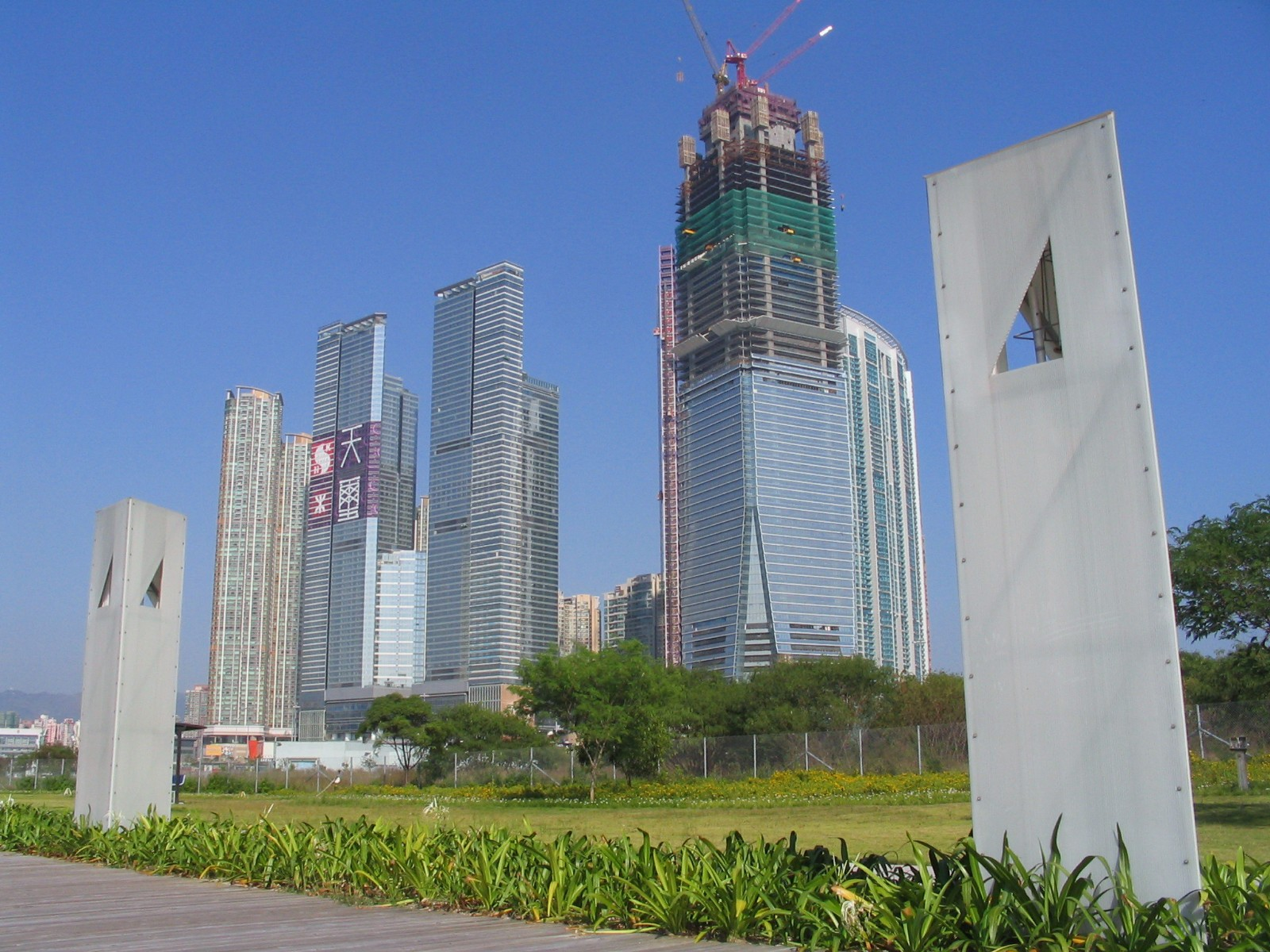
西九龍海濱長廊與後方的Union Square。

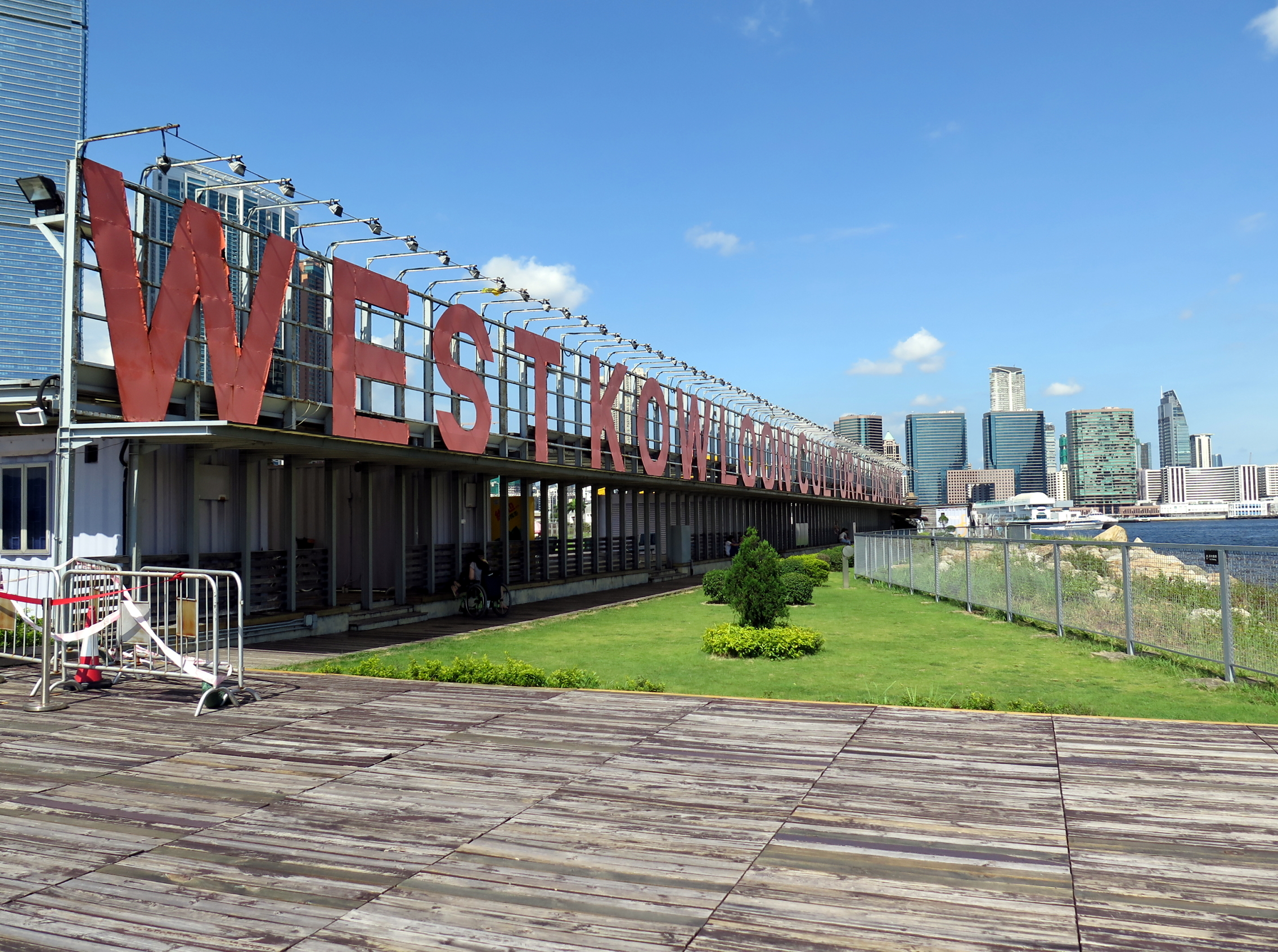
海濱長廊牌坊

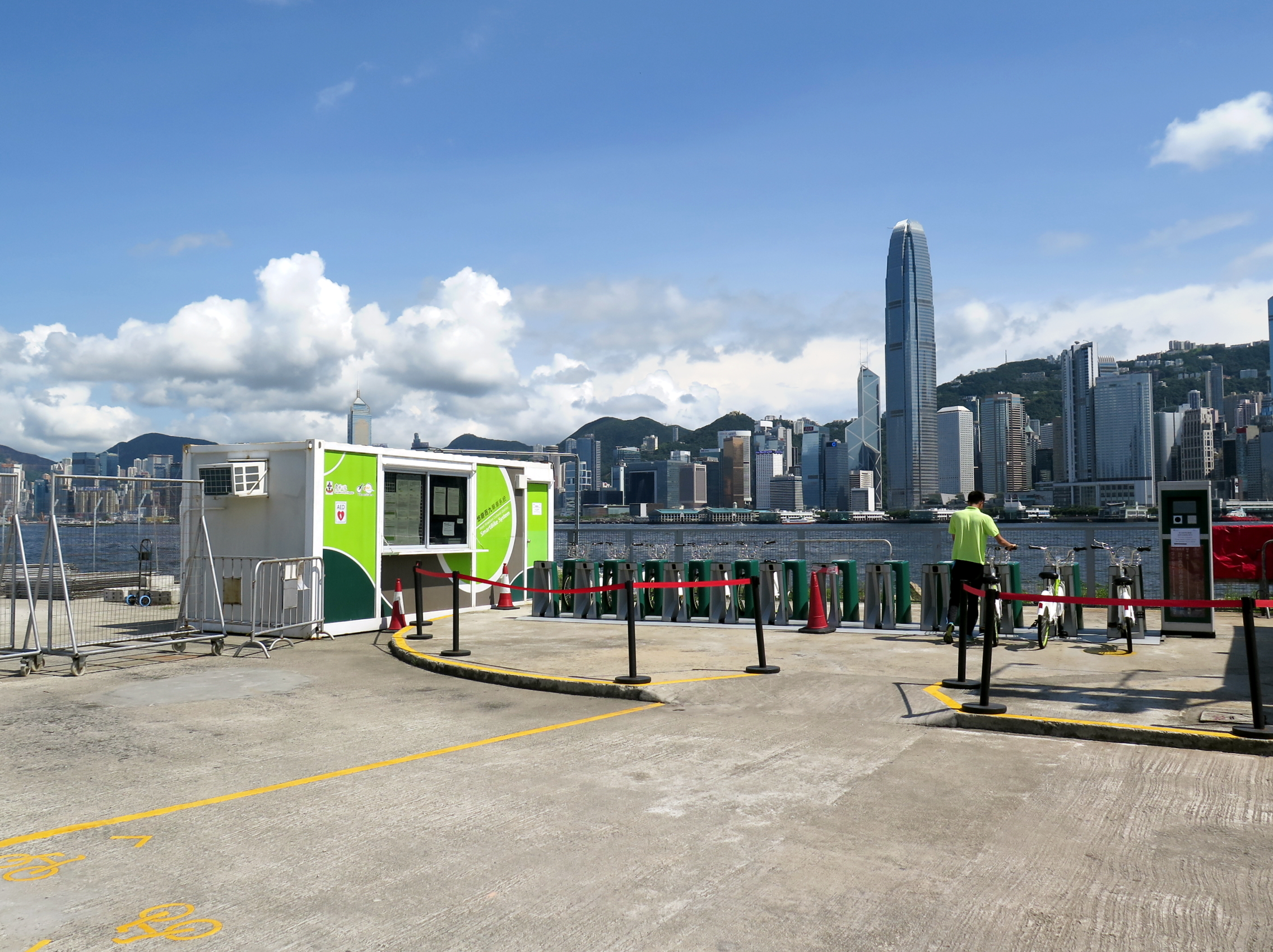
「悠遊西九」單車服務於2014年4月推出

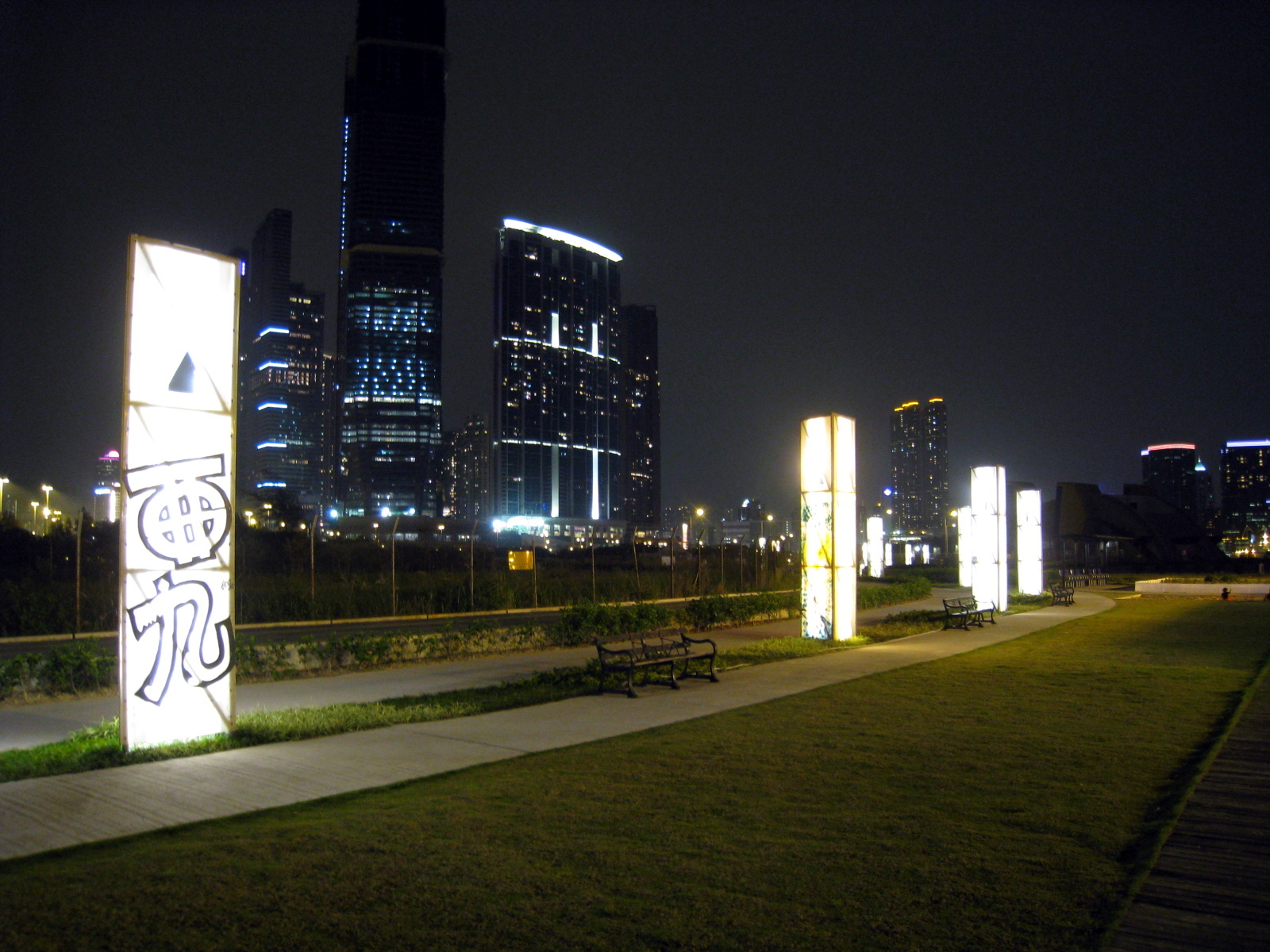
海濱長廊夜景

西九龍海濱長廊（英語：West Kowloon Waterfront Promenade）是一處位於香港西九龍填海區南面的海濱長廊，長1.8公里，從該處可以望向港島西及維多利亞港。西九龍海濱長廊分為東、西兩個入口，東面入口在西區海底隧道九龍收費站之行政大樓東面，柯士甸道西的西端，港鐵九龍站的西南方，西面入口在西區海底隧道收費廣場之巴士站（往九龍方向）側。為配合西九藝術公園工程，海濱長廊由2016年7月2日起關閉。海濱長廊於2022年7月開啟，同時香港故宮文化博物館亦告啟用。

## 簡歷
在西九龍填海區竣工後，該處一直丟空。早於2002年至2003年，已有市民發現該處地點，透過西隧側（即現時之西面入口）之鐵絲網缺口闖入該處。由於西九龍海濱長廊不及尖沙咀海濱花園鄰近市區，因此環境比較清幽，所以逐漸成為單車、攝影愛好者及釣魚人士遊覽之處。該處後來逐漸被網上討論區及新聞組介紹，在臨近煙花匯演的日子，也有愈來愈多市民知悉前往該處觀賞煙花。不過，由於該地乃為官地，而擅闖官地乃違法行為。
2005年，香港政府興建了一條長約600米的小徑和長400米的海濱長廊，市民可以經由柯士甸道西西端的入口（即現時的東面入口）透過連接路進入該處。至兩年後，香港政府將原來的海濱長廊延長，將原來的木製行人道向北伸延至新油麻地避風塘，並且加建西面入口、設置單車場及提供單車租售設施。
2014年4月，西九文化區管理局推出「悠遊西九」單車服務，由東華三院旗下社會企業BiciLine營運，供予市民以每小時20港元租用。現今階段設30輛普通及20輛附設輔助轆的小型單車，分別停泊於接近西九文化區出入口的兒童遊樂場站，以及毗鄰圓形單車場的幼樹苗圃站。
2015年3月起，西九龍海濱長廊將會逐步暫停開放，以方便進行西九文化區工程。

## 圖片廊

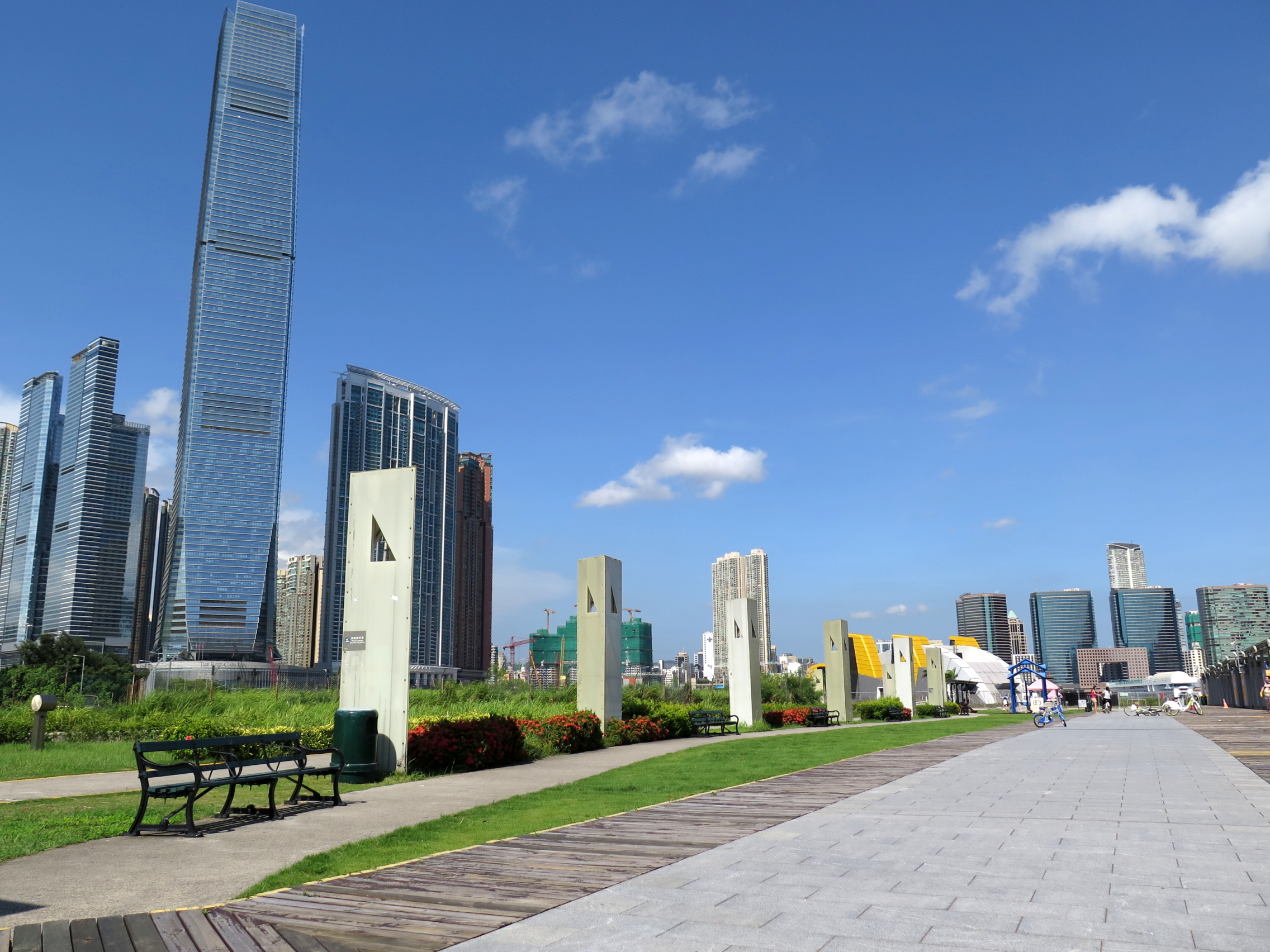
長廊設計強調空間感，長廊較其他海濱長廊寬闊。
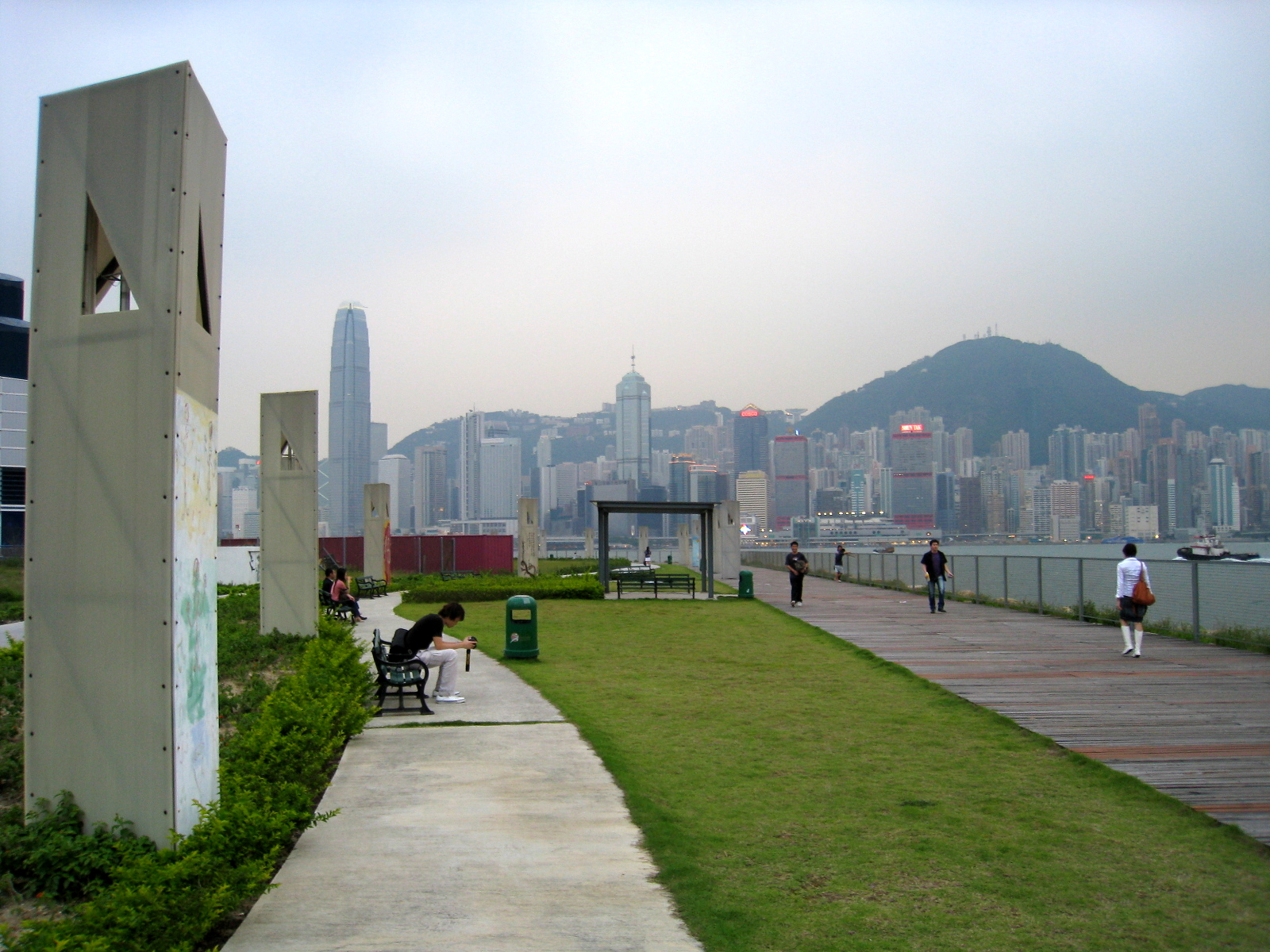
西九龍海濱可欣賞上環一帶景色
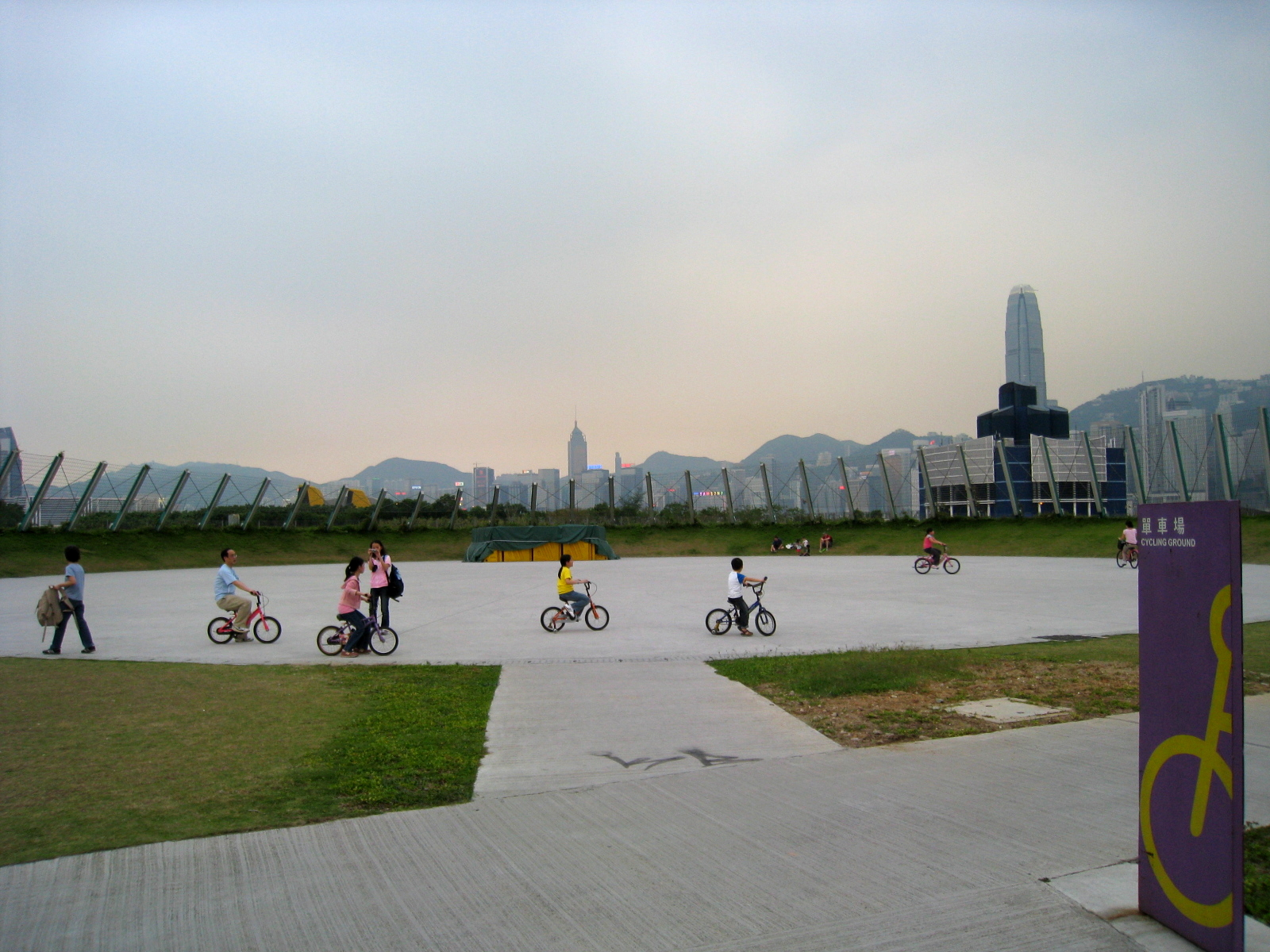
單車場
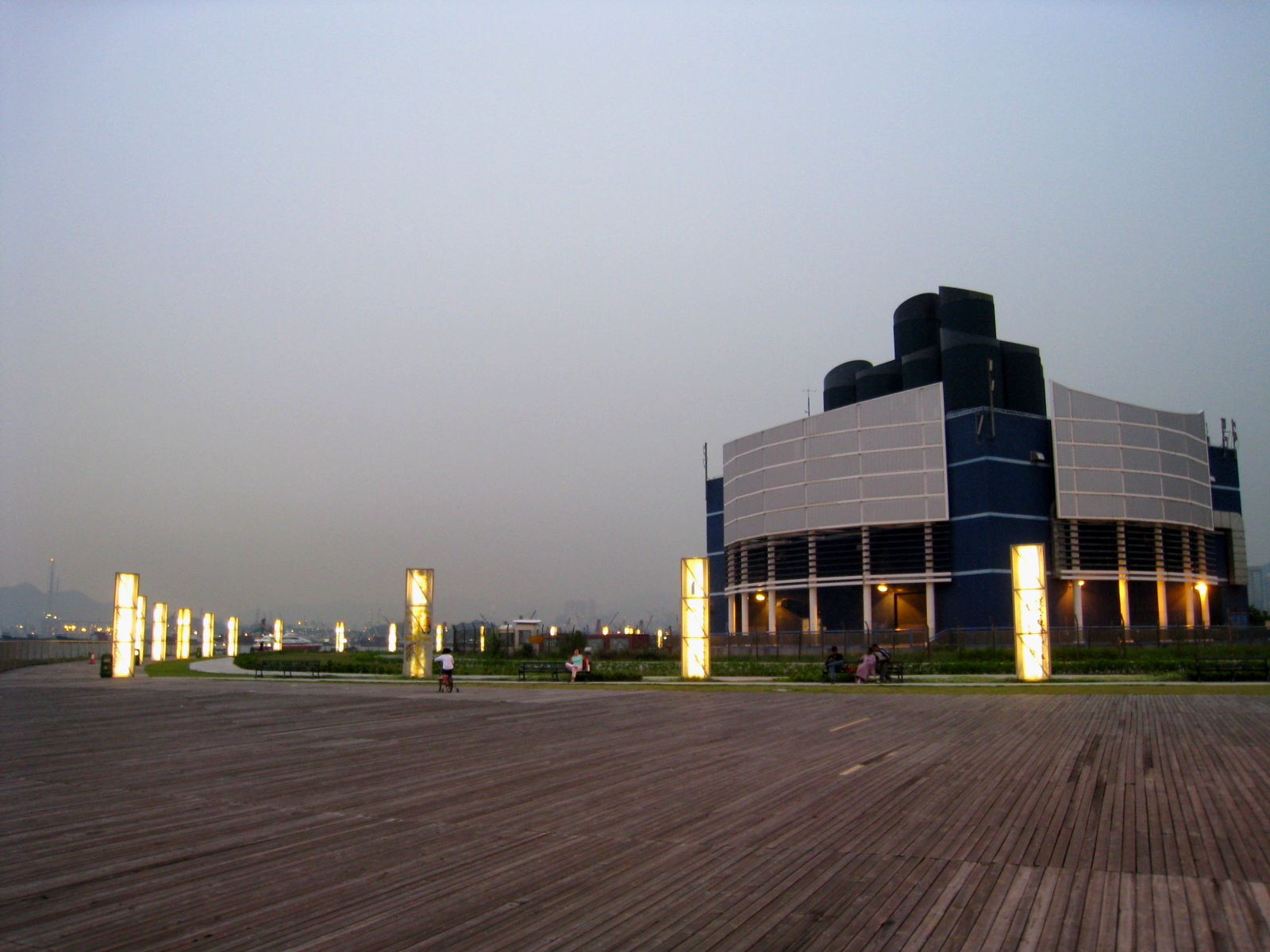
黃昏下西九龍海濱長廊
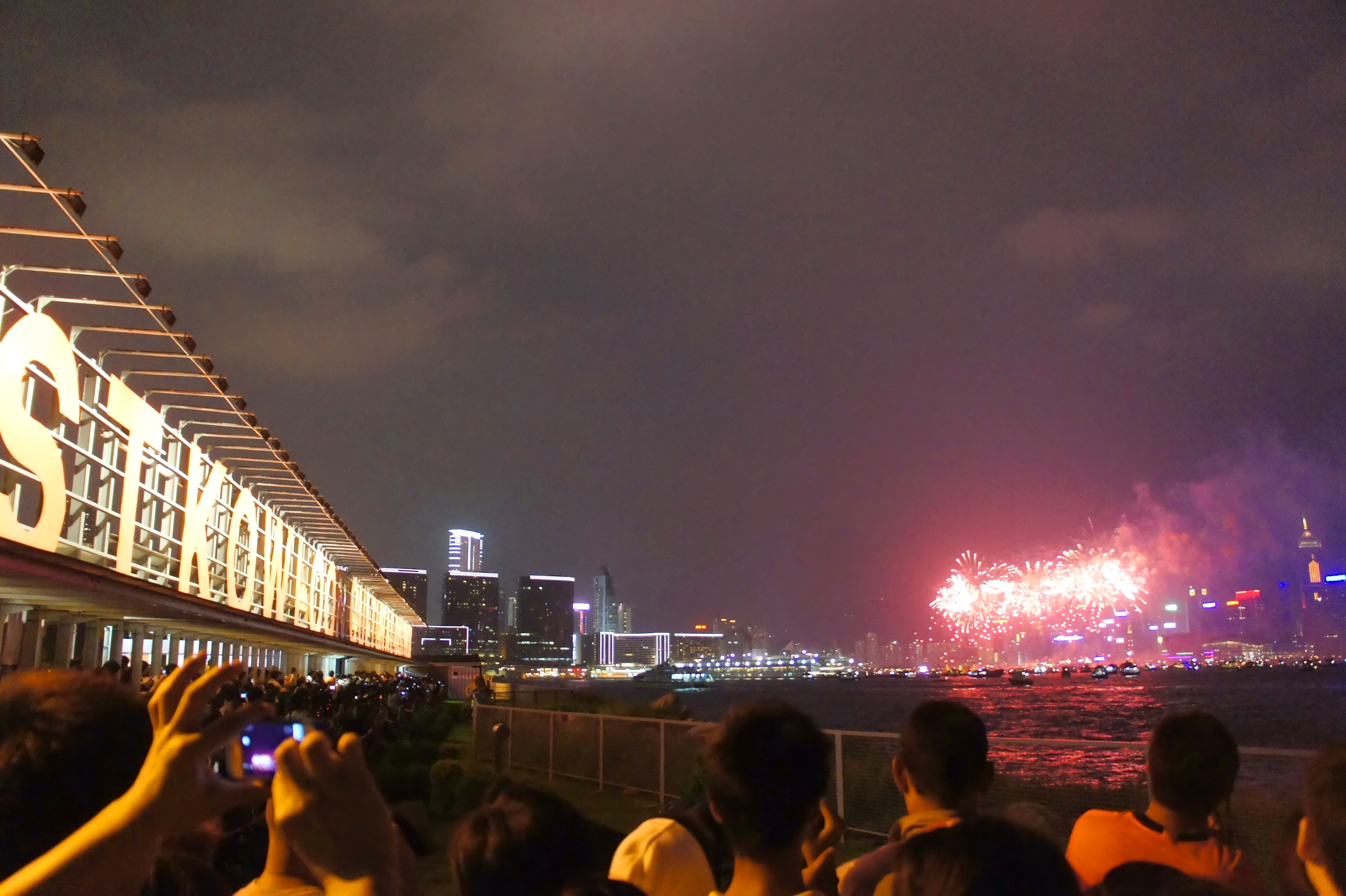
從西九龍海濱長廊欣賞煙花滙演

## 外部連結
- 康樂及文化事務署-西九龍海濱長廊
- 西九龍海濱長廊（页面存档备份，存于）
- 香港政府網頁介紹 （页面存档备份，存于）
- 想創西九[永久] 透過網站和工式坊鼓勵更多人使用西九，藉此並搜集各界市民對西九的意見
- 政府新聞公報：西九龍海濱長廊觀賞維港新景點（页面存档备份，存于）
- 政府新聞公報：立法會十六題：西九龍海濱長廊（页面存档备份，存于）
- https://www.cstb.gov.hk/tc/policies/culture/west-kowloon-cultural-district.html （页面存档备份，存于）

1. ↑  西九長廊　悠遊單車樂 今起推出　時租$20 （页面存档备份，存于） 《蘋果日報》 2014年4月14日